# نیوفیلد (آریزونا)
نیوفیلد (به انگلیسی: Newfield) یک منطقهٔ مسکونی در ایالات متحده آمریکا است که در آریزونا واقع شده‌است. نیوفیلد ۸۱۶ متر بالاتر از سطح دریا واقع شده‌است.